# Warren Upham
Warren Upham (* 8. März 1850 in Amherst, Hillsborough County, New Hampshire; † 29. Januar 1934 in St. Paul, Minnesota) war ein US-amerikanischer Geologe, bekannt für seine langjährige Arbeit an der Kartierung der Uferlinie des fossilen Gletschersees Lake Agassiz. Er war auch Lokalhistoriker von Minnesota und Botaniker. Sein offizielles botanisches Autorenkürzel lautet „Upham“.

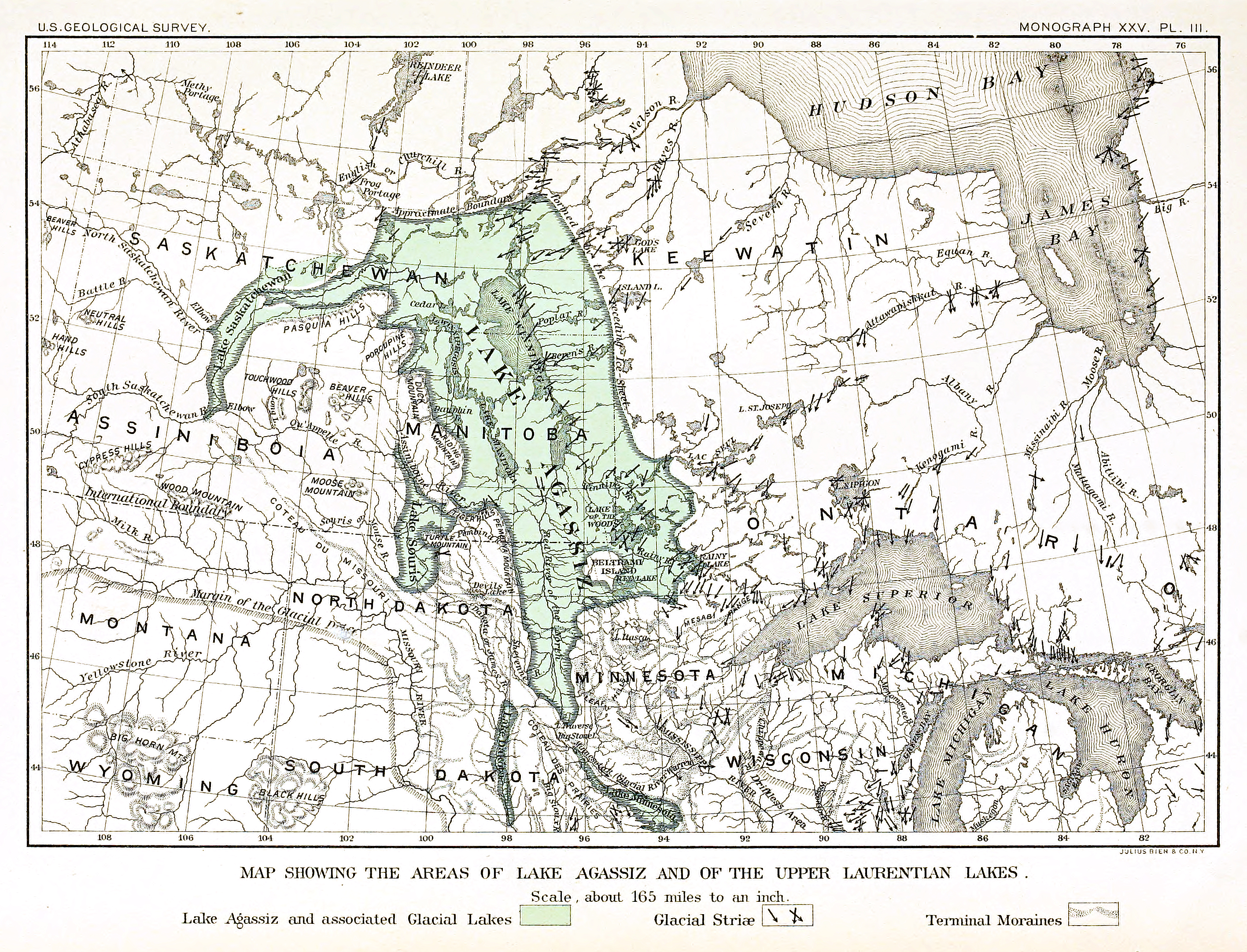
Karte des Lake Agassiz von Upham

Upham wurde auf einer Farm in New Hampshire geboren, studierte am Dartmouth College mit dem Abschluss 1871 und arbeitete als Geologe in New Hampshire und ab 1879 in Minnesota für den Staatsgeologen Alexander Newton Winchell. Er erhielt die Aufgabe, den eiszeitlichen Lake Agassiz zu erkunden, was ihn sieben Jahre und 11.000 Meilen reiste (Minnesota, North Dakota bis Manitoba in Kanada). Die Ergebnisse wurden sowohl vom kanadischen Geological Survey (1890) als vom US Geological Survey (1895) veröffentlicht.
Neben Arbeiten zur Geologie von Minnesota und einem Katalog der Pflanzen Minnesotas veröffentlichte er auch ein Buch über die Geschichte der Ortsnamen Minnesotas und weitere Bücher zu Geschichte Minnesotas. Er war Mitglied der American Academy of Arts and Sciences.

## Schriften
- Report of Exploration of the Glacial Lake Agassiz in Manitoba, Geological and Natural History Survey of Canada, Montreal 1890
- The Glacial Lake Agassiz, US Geological Survey Monograph 25, 1895
- Minnesota Geographic Names: Their Origin and Historic Significance, Minnesota Historical Society 1920